# VV Eldenia
VV Eldenia (Voetbalvereniging Eldenia) is een amateurvoetbalvereniging uit Arnhem.
Het standaardelftal van de club speelde in het seizoen 2021/22 in de Derde klasse zondag van het KNVB-district Oost. Het eerste vrouwenvoetbalelftal speelt in het seizoen 2021/22 in de Topklasse.

## Algemeen
De vereniging werd op 1 december 1945 opgericht. De thuiswedstrijden worden gespeeld op "sportpark Elden" te Elden. Het complex beschikt onder meer over twee kunstgrasvelden.
De club bestaat uit twaalf seniorenteams (waarvan vier vrouwen), negentien juniorenteams (waarvan zes meisjes) en 26 pupillenteams (waarvan zeven meisjes), een zaalvoetbalteam en drie 35+ teams. Daarnaast zijn er zowel een senioren- als een jeugd G-team.

## Historie
Kort na de oorlog kwamen de geëvacueerde Eldenaren terug naar hun dorp. Er was snel behoefte aan de oprichting van diverse verenigingen, waaronder de voetbalvereniging Eldenia. Er was geen bal, er was geen veld, en er was geen kleding of voetbalschoenen en geen vervoer.
Lambert (Broer) Freriks, de schoenmaker van het dorp, had het idee om de nieuwe club Eldenia toegankelijk te maken voor iedereen, dus zowel protestanten als katholieken. Dit stuitte op verzet van pastoor Schimmel, die op de preekstoel verkondigde dan dit geen goed idee was. Zodoende werd Eldenia een katholieke club, voor de protestanten was er de Watersnippen.
Eldenia kreeg de beschikking over één rubber binnenbal, aan de buitenbal was in die moeilijke tijden niet te komen. De voorzitter , Freriks, maakte er in arren moede toen zelf maar een, hetgeen een moeilijk karwei was. Het werd een levensgevaarlijke knikker, vooral als ie nat werd. Een bal koppen leverde vrijwel zeker een hersenschudding op. Een bal op de borst opvangen was geen goed alternatief, zoals de maker van het projectiel zelf ondervond; hij raakte bij die gedurfde actie spontaan in ademnood. Maar gevoetbald kon er worden.
Een vast veld had de club ook nog niet. Er werd wisselend gespeeld op de weide van Knuiman, Schouten, Roorda, Beijer en Pruyn. In 1952 kreeg Eldenia zijn eigen veld aan de Westerveldsestraat. Dit veld werd op zondag 6 september 1953 voor het eerst in gebruik genomen.

## Accommodatie
Uit het eerste verenigingsgebouw is in 1959 Ons Huis ontstaan. Daar werd vergaderd en gefeest. De eerste kleedkamers stammen van september 1953. Op 12 september 1964 werd gestart met de bouw van drie nieuwe kleedkamers. Vervolgens werd in 1966 de bouw van Eldenia's eigen kantine afgerond. In 1974 vindt een grootscheepse uitbreiding plaats. Wat nu het oude gedeelte wordt genoemd is toen gebouwd. In 1986 is er een gedeelte bijgebouwd. Tot slot zijn er in 2015 achter de tribune 4 nieuwe kleedkamers bijgebouwd.

## Standaardelftal

### Competitieresultaten 1960–2020
| 5 4G |

| 5 4G |

| 5 4E |

| 4 4E |

| 7 4F |

| 7 4F |

| 5 4F |

| 1 4F |

| 9 3D |

| 10 3D |

| 9 3D |

| 3 3D |

| 6 3D |

| 7 3D |

| 6 3D |

| 8 3D |

| 5 3D |

| 1 3D |

| 2 2A |

| 12 2A |

| 11 3D |

| 9 4F |

| 2 4F |

| 1 4F |

| 12 3D |

| 11 4F |

| 3 4F |

| 8 4F |

| 12 4F |

|  |

|  |

|  |

|  |

| 2 4F |

| 4 4F |

| 5 4F |

| 2 4F |

| 7 3D |

| 10 3D |

| 1 4F |

| 3 3D |

| 7 3D |

| 8 3D |

| 10 3D |

| 3 4F |

| 3 4F |

| 5 4F |

| 6 4F |

| 3 4F |

| 3 4F |

| 5 4F |

| 2 4F |

| 2 4F |

| 2 4F |

| 6 3D |

| 10 3D |

| 10 3D |

| 4 3D |

| 2 3D |

| 11 3D |

| -- 3D |

| - 3D |

| Tweede klasse | Derde klasse | Vierde klasse |

In elke staaf van de grafiek staat van boven naar beneden vermeld: 
- Eindnotering

Dit is de positie die de club heeft bereikt in de competitie, zonder eventuele beslissings-, play-off- of nacompetitiewedstrijden die nodig zijn geweest om bijvoorbeeld de kampioen van de competitie te bepalen.
Indien een * achter het getal staat is de notering een tussenstand en kan het zijn dat de notering niet overeenkomt met de uiteindelijke eindstand van de competitie.
Staat er een - dan is het seizoen nog bezig en is er geen definitieve uitslag bekend.
Staat er xx op de positie van de notering, dan heeft de club vroegtijdig de competitie verlaten. Dit kan onder andere komen door terugtrekking van het team, faillissement van de club of door een uitgedeelde straf van de KNVB. In veel gevallen staat elders in het artikel de reden vermeld.
Staat er een ? dan is het resultaat uit het verleden onbekend, en is alleen de competitie of het niveau bekend van dat seizoen.
In de seizoenen 2019/20 en 2020/21 werd wegens de coronacrisis het amateurvoetbal afgebroken. Daardoor kennen deze staven geen eindklassering (middels -- weergegeven).
- Competitieniveau en afdelingsletter of Officiële eindstand Eredivisie
  - Competitieniveau en afdelingsletter

Hierbij geeft het getal het niveau weer, dat ook terug te vinden is in de legenda. De letter is de afdelingsaanduiding en wordt gebruikt wanneer er meer afdelingen zijn op hetzelfde niveau. De afdelingsletter is altijd een hoofdletter en wordt meestal zonder nummer gebruikt.
Voorbeeld: 2F is niveau 2e klasse competitie F.
Het competitieniveau en nummer wordt niet vermeld wanneer er slechts één competitie van dit niveau was.
  - Officiële eindstand Eredivisie (getal staat tussen haakjes vermeld)

Sinds de introductie van play-offwedstrijden voor Europees voetbal na afloop van de reguliere competitie in 2005/06, is de KNVB verplicht een eindstand van de Eredivisie door te geven aan de UEFA aan de hand van deze play-offwedstrijden.
Bij deze eindstand staan clubs die zich hebben gekwalificeerd voor Europees voetbal hoger dan clubs die zich niet wisten te kwalificeren. Indien er geen verschil was tussen de eindnotering en de officiële eindstand, staat dit getal niet vermeld.

- Onderafdeling

Hier staat afgekort de naam van de onderafdeling indien de club in dat jaar in een onderafdeling uitkwam. Tevens staat deze afkorting in de legenda en wordt gelinkt naar het artikel over deze onderafdeling. Deze afkorting wordt alleen vermeld wanneer de club in het verleden in verschillende onderafdelingen heeft gespeeld. Deze vermelding is in de staaf altijd in kleine letters. Deze onderafdelingen zijn na het seizoen 1995/96 afgeschaft. Heeft de club in slechts één onderafdeling gespeeld, dan is dit alleen terug te vinden in de legenda.
Onder de staaf staat het jaartal vermeld waarin het seizoen is afgesloten. 15 verwijst naar het seizoen 2014/15 of eventueel het seizoen 1914/15.
Wanneer een staaf leeg is, zijn deze gegevens niet bekend. Het kan ook zijn dat de club dat seizoen niet heeft meegespeeld op het hogere amateurniveau, vroegtijdig de competitie heeft verlaten of uit de competitie is gezet.

In het seizoen 1944/45 was er wegens de Tweede Wereldoorlog geen regulier competitievoetbal.

## Vrouwen
Het eerste vrouwenelftal speelde, na vier opeenvolgende promoties (2011/12 kampioen in 3F, 2012/13 kampioen in 2H, 2013/14 kampioen in 1C en 2014/15 promotie uit de Hoofdklasse), twee seizoenen op het hoogste amateurniveau in de Topklasse (2015/16-2016/17). In het seizoen 2018/19 werd het kampioenschap in de zondag Hoofdklasse behaald, waardoor het weer in de Topklasse uitkomt.

### Competitieresultaten 2012–2020
| 1 3F |

| 1 2H |

| 1 1C |

| 2 HB |

| 3 |

| 10 |

| 2 HB |

| 1 HB |

| -- |

|  |

| Topklasse | Hoofdklasse | Eerste klasse | Tweede klasse | Derde klasse |

In elke staaf van de grafiek staat van boven naar beneden vermeld: 
- Eindnotering

Dit is de positie die de club heeft bereikt in de competitie, zonder eventuele beslissings-, play-off- of nacompetitiewedstrijden die nodig zijn geweest om bijvoorbeeld de kampioen van de competitie te bepalen.
Indien een * achter het getal staat is de notering een tussenstand en kan het zijn dat de notering niet overeenkomt met de uiteindelijke eindstand van de competitie.
Staat er een - dan is het seizoen nog bezig en is er geen definitieve uitslag bekend.
Staat er xx op de positie van de notering, dan heeft de club vroegtijdig de competitie verlaten. Dit kan onder andere komen door terugtrekking van het team, faillissement van de club of door een uitgedeelde straf van de KNVB. In veel gevallen staat elders in het artikel de reden vermeld.
Staat er een ? dan is het resultaat uit het verleden onbekend, en is alleen de competitie of het niveau bekend van dat seizoen.
In de seizoenen 2019/20 en 2020/21 werd wegens de coronacrisis het amateurvoetbal afgebroken. Daardoor kennen deze staven geen eindklassering (middels -- weergegeven).
- Competitieniveau en afdelingsletter of Officiële eindstand Eredivisie
  - Competitieniveau en afdelingsletter

Hierbij geeft het getal het niveau weer, dat ook terug te vinden is in de legenda. De letter is de afdelingsaanduiding en wordt gebruikt wanneer er meer afdelingen zijn op hetzelfde niveau. De afdelingsletter is altijd een hoofdletter en wordt meestal zonder nummer gebruikt.
Voorbeeld: 2F is niveau 2e klasse competitie F.
Het competitieniveau en nummer wordt niet vermeld wanneer er slechts één competitie van dit niveau was.
  - Officiële eindstand Eredivisie (getal staat tussen haakjes vermeld)

Sinds de introductie van play-offwedstrijden voor Europees voetbal na afloop van de reguliere competitie in 2005/06, is de KNVB verplicht een eindstand van de Eredivisie door te geven aan de UEFA aan de hand van deze play-offwedstrijden.
Bij deze eindstand staan clubs die zich hebben gekwalificeerd voor Europees voetbal hoger dan clubs die zich niet wisten te kwalificeren. Indien er geen verschil was tussen de eindnotering en de officiële eindstand, staat dit getal niet vermeld.

- Onderafdeling

Hier staat afgekort de naam van de onderafdeling indien de club in dat jaar in een onderafdeling uitkwam. Tevens staat deze afkorting in de legenda en wordt gelinkt naar het artikel over deze onderafdeling. Deze afkorting wordt alleen vermeld wanneer de club in het verleden in verschillende onderafdelingen heeft gespeeld. Deze vermelding is in de staaf altijd in kleine letters. Deze onderafdelingen zijn na het seizoen 1995/96 afgeschaft. Heeft de club in slechts één onderafdeling gespeeld, dan is dit alleen terug te vinden in de legenda.
Onder de staaf staat het jaartal vermeld waarin het seizoen is afgesloten. 15 verwijst naar het seizoen 2014/15 of eventueel het seizoen 1914/15.
Wanneer een staaf leeg is, zijn deze gegevens niet bekend. Het kan ook zijn dat de club dat seizoen niet heeft meegespeeld op het hogere amateurniveau, vroegtijdig de competitie heeft verlaten of uit de competitie is gezet.

In het seizoen 1944/45 was er wegens de Tweede Wereldoorlog geen regulier competitievoetbal.

## Bekende (oud-)spelers

### Mannen
- Mischa Boelens
- Theo Janssen
- Piotr Parzyszek

### Vrouwen
- Marlon Versteeg

Voormalige: AFC Arnhem · AV Cranevelt · BVH · ESCA · EVC ‘94 · GOVA · Hertog Hendrik · ODO · VV Oost-Arnhemse Boys · SC Oranje · FC Presikhaaf · Sempre Avanti · Vitesse 1892 · VIJDO · WCA · AV Wilhelmina · Wivos · Avc Zuid Arnhem